# Byans-sur-Doubs
Byans-sur-Doubs é uma comuna francesa na região administrativa de Borgonha-Franco-Condado, no departamento de Doubs. Estende-se por uma área de 9,91 km². Em 2010 a comuna tinha 582 habitantes (densidade: 58,7 hab./km²).